# راي كينغ
راي كينغ (بالإنجليزية: Ray King)‏ (15 أغسطس 1924 في المملكة المتحدة - 19 يوليو 2014 ببانكوك في المملكة المتحدة) هو مدرب كرة قدم وكاتب سير ذاتية ولاعب كرة قدم بريطاني (وحمل سابقاً جنسية المملكة المتحدة لبريطانيا العظمى وأيرلندا) في مركز حراسة المرمى. شارك مع منتخب إنجلترا لكرة القدم الرديف. أما مع النوادي، فقد لعب مع بورت فايل ونادي ليتون أورينت ونادي أشينغتون ‏ ونادي بوسطن يونايتد.

## وصلات خارجية
- راي كينغ على موقع قاعدة بيانات كرة القدم.إي يو (الإنجليزية)